# Ремофанс
Ремофанс (фр. Remaufens) — громада  в Швейцарії в кантоні Фрібур, округ Вевез.

## Географія
Громада розташована на відстані близько 65 км на південний захід від Берна, 37 км на південний захід від Фрібура.
Ремофанс має площу 5,9 км², з яких на 6,8% дозволяється будівництво (житлове та будівництво доріг), 68% використовуються в сільськогосподарських цілях, 25,1% зайнято лісами, 0,2% не є продуктивними (річки, льодовики або гори).

## Демографія
2019 року в громаді мешкало 1152 особи (+27,7% порівняно з 2010 роком), іноземців було 15,8%. Густота населення становила 195 осіб/км².
За віковим діапазоном населення розподілялося таким чином: 25,9% — особи молодші 20 років, 60,3% — особи у віці 20—64 років, 13,8% — особи у віці 65 років та старші. Було 440 помешкань (у середньому 2,6 особи в помешканні).
Із загальної кількості 230 працюючих 37 було зайнятих в первинному секторі, 123 — в обробній промисловості, 70 — в галузі послуг.